# The Rider
The Rider (bra:Domando o Destino) é um filme de drama americano contemporâneo de faroeste de 2017 escrito, produzido e dirigido por Chloé Zhao. O filme é estrelado por Brady Jandreau, Lilly Jandreau, Tim Jandreau, Lane Scott e Cat Clifford e foi rodado no ermo de Dakota do Sul. Estreou no Festival de Cinema de Cannes em 20 de maio de 2017, onde ganhou o Prêmio de Arte do Cinema. Foi lançado nos cinemas dos Estados Unidos em 13 de abril de 2018. Arrecadou US $ 4,2 milhões de dólares, tornando-se um pequeno sucesso comercial. O filme foi elogiado pela crítica por sua história, performances e sua descrição das pessoas e eventos que influenciaram o filme.

## Enredo
Todos os personagens são de Lakota Sioux da Reserva Pine Ridge. Brady vive na pobreza com seu pai Wayne e sua irmã adolescente, Lilly, que tem autismo. Uma vez uma estrela de rodeio em ascensão, Brady sofreu danos cerebrais em um acidente de rodeio, enfraquecendo sua mão direita e deixando-o sujeito a convulsões. Os médicos disseram a ele que cavalgar vai piorá-los.
Brady visita regularmente seu amigo, Lane, que mora em um centro de saúde depois de sofrer danos cerebrais em um acidente semelhante. O pai de Brady faz pouco pela família, gastando sua renda com bebida e jogos de azar. Para financiar seu trailer, ele vende seu cavalo, Gus, enfurecendo Brady.
Brady consegue um emprego em uma loja para arrecadar dinheiro para a família. Ele também ganha algum dinheiro arrumando cavalos. Com suas economias, ele pretende comprar outro cavalo, mas seu pai compra um para ele e ele se liga a ele, como fez com Gus. No entanto, a cavalgada e a recusa em descansar o levaram a ter uma convulsão quase fatal. Os médicos o avisam que mais passeios podem ser fatais. Ao voltar para casa, Brady descobre que seu cavalo tentou escapar, ferindo permanentemente uma perna. Sabendo que o cavalo nunca mais poderá ser montado, ele tem que pedir ao pai para colocá-lo no chão, depois de não ter sido capaz de fazê-lo.
Após uma discussão com o pai, Brady decide participar de uma competição de rodeio, apesar das advertências dos médicos. Na competição, pouco antes de competir, ele vê sua família o observando. Ele finalmente decide se afastar da competição e da vida como piloto de rodeio.

## Elenco
- Brady Jandreau como Brady Blackburn
- Tim Jandreau como Wayne Blackburn
- Lilly Jandreau como Lilly Blackburn
- Cat Clifford como Cat Clifford
- Terri Dawn Pourier como Terri Dawn Pourier
- Lane Scott como Lane Scott
- Tanner Langdeau como Tanner Langdeau
- James Calhoon como James Calhoon

## Lançamento
A Sony Pictures Classics adquiriu os direitos de distribuição nos Estados Unidos e em outros territórios dois dias após sua estreia no Festival de Cinema de Cannes.

## Recepção

### Bilheteria
The Rider arrecadou $ 2,4 nos Estados Unidos e Canadá, e $ 1,1 milhão em outros territórios, para um total mundial de $ 3,5 milhões, mais $ 302.484 com vendas de vídeo doméstico.

### Resposta da Crítica
No agregador de resenhas Rotten Tomatoes, o filme tem uma taxa de aprovação de 97% com base em 175 resenhas e uma classificação média de 8,46 / 10. Consenso crítico do website diz: "The Rider só é mais eficaz através da utilização do escritora-diretora Chloé Zhao de atores não treinados para contar um conto baseado em fatos reais." No Metacritic, o filme tem uma pontuação média ponderada de 92 em 100, com base em 42 críticos, indicando "aclamação universal".
Godfrey Cheshire de RogerEbert.com deu ao filme 4 de 4 estrelas, escrevendo que seu "estilo, seu senso de luz e paisagem e clima, simultaneamente dá a força hipnotizante da poesia cinematográfica mais confiante."
O ex-presidente dos Estados Unidos, Barack Obama, listou The Rider entre seus filmes favoritos de 2018, em sua lista anual de filmes favoritos.